# Jens Enevoldsen
Jens Evald Enevoldsen (født 23. september 1907 i København, død 23. maj 1980 smst.) var en dansk skakspiller og -forfatter. 
Enevoldsen vandt i perioden 1940-60 det danske mesterskab fem gange og var landets førende spiller, indtil Bent Larsen gjorde sin entré på skakscenen. Han fik titlen international mester i 1950. Enevoldsen spillede i perioden 1933-72 140 landskampe med 147 partier. Ingen anden har spillet på landsholdet i en så lang periode. Enevoldsen var i en årrække en farverig skakredaktør ved dagbladet Politiken, og hans forfattervirksomhed var betydelig, bl.a. selvbiografien 30 år ved skakbrættet (1952) og Verdens bedste skak I-II (1966-68).